# 미즈사와시
미즈사와시(일본어: 水沢市)는 이와테현 남서부에 있었던 시이다.

## 개요
미즈사와시의 면적은 96.92평방 킬로미터로 현내 12시 안에서는 가장 좁고, 인구는 약 6만명으로 현내 12시 안에서는 5번째로 많다.또 1평방 킬로미터 당의 인구밀도는 약 630명으로, 인구 28만명의 모리오카시를 제치고 현내에서 가장 높다.
산업 구조는, 상업·서비스업등의 제3차 산업이 60%로 높고, 제조·건설업등의 제2차 산업은 30%, 농림업등의 제1차 산업은 10%로, 미즈사와시는 상업도시로서의 성격이 강하다.실제, 상업판매액은 모리오카시에 이어, 현남의 핵심적 유통 도시로서의 역할도 크다.
「미치노쿠의 소쿄토」라고 칭해지는 성시 미즈사와는, 미즈사와성을 거성으로 한 유수씨(미즈사와 다테씨) 1만 6000석의 성시 마을로, 지금도 주거시를 견딜 수 있는 무가의 저택이 남아 있다.
시 남동부 흑석지구에 있는 정법사는 일본 제일의 초가지붕으로 유명한 고찰로 국가 중요 문화재로 지정되어 있다.흑석사도 동북 지방에서 가장 오래된 사찰로, 도노쿠의 기제·소민제 등으로 알려져 있다.
시 동부의 하네다 지구에서는, 에도시대부터 계속 되는 전통 산업의 주물인 남부 철기가 유명. 또, 호시가오카쵸에는 일본의 천문학에서 중요한 역할을 담당한 위도 관측소(현·국립 천문대 미즈사와 관측소)가 있다.
봄에는 '히타카 화방제', '어린이 기마무사 행렬', 여름에는 '자차카 축제', '불꽃놀이 축제', 가을에는 '미식 축제', 'YOSAKOI in 미즈사와', 겨울에는 '흑석사 소민제' 등 연중 다양한 축제가 있다.
에도초기의 고토 쥬안, 에도막부 말기의 타카노 나가히데·미노사쿠 쇼고, 메이지 초기의 야마자키타메노리·고토 신페이·사이토 미노루 등 큰 족적을 남긴 인물을 배출한 「위인의 마을」로서 알려져 국립 천문대 미즈사와 관측 센터에는 「z항」의 발견자, 초대 소장 키무라 사카에의 기념관도 있다.
다이아몬드사가 발행한 전국 693개 도시랭킹 1999 중에서 살기좋음 풍요 성장도 등 3개 항목이 평균을 넘는 베스트 시티로 꼽혔다.또, 닛케이 PC잡지가 전국 자치체의 행정 정보화의 진전도를 조사한 「e도시 랭킹 2005」로, 효고현 니시노미야시에 이어 전국 2위의 높은 평가를 받고 있다. 도시는 1954년 4월 1일에 성립되었다. 2006년 2월 20일에 미즈사와 시는 에사시 시, 이사와군 마에사와 정, 이사와 정, 고로모가와 촌이 합병해 오슈시가 되면서 폐지되었다.

## 지리
기타카미 분지의 남부에 위치하고 북쪽으로 기타카미시, 남쪽으로 이치노세키시가 있다. 시의 북부를 서쪽에서 동쪽으로 흐르는 이사와 강에 의해서 형성된 미즈사와 선상지의 동단에 위치하고 남북으로 기타카미강이 흐른다. 동부는 기타카미 산지의 산맥이 늘어서있고 서부는 선상지의 비옥한 대지가 퍼져 이사와 정과 접한다.

## 역사
약 4만 년부터 3만 3000년 전으로 추정되는 사축 첨두기가 출토된 야나기사와다테 유적 등이 있었으며 구석기 시대부터 사람이 살았던 것으로 보인다.
11세기에는 이사와 진수부의 재청 관인으로부터 「오쿠로쿠군의 사」로서 대두되어 온 아베씨의 권익안에 편입되었다. 미즈사와시는 히라이즈미의 영향하에 지배하고 있었다.
에도시대에는, 미즈사와성(일국일성령에 의해 미즈사와 요해로 명칭을 변경)에 센다이번 일문·다테 무네토시가 들어가, 이후 메이지 유신에 이르기까지 미즈사와 다테씨의 통치가 계속 되었다.무네리는 성을 중심으로 가신단을 배치하고 오슈 가도변에는 쇼가마치(商家町)로 상인들을 모으고 그 바깥쪽(동쪽)에 사찰들을 모아 절집을 형성했다. 성시 안에는 오토메 강을 필두로 작은 강이 몇 개인가 흘러 들어가고 있지만, 이것을 마을 분할이나 해자로 이용하는 등 여러 가지 궁리를 해, 여기에 후의 미즈사와 시가의 원형이 형성되었다.미즈사와는 오슈 가도가 남북을 관통하고, 데쿠라 가도와 모리 가도가 교차하는 중요한 요충지였기 때문에, 역참 마을로서도 번창했다. 
1868년 메이지 유신 때 보신전쟁 당시 센다이 번은 오쿠우에쓰 열번동맹(북부정부)을 만들어 메이지 신정부와 싸웠다. 센다이 번의 일문인 미즈사와 번도 시라카와 역에 출진했지만 이시키리 산 등에서 패해 게이오 4년 6월 12일에 호시 대장등 17명의 사망자를 냈다
- 1889년 4월 1일 - 정촌제 시행과 함께 미즈사와정이 성립하였다.
- 1954년 4월 1일 - 미즈사와 정이 이웃한 아네타이 촌, 신조 촌, 사쿠라가와 촌, 구로이시 촌, 하네다 촌과 합병해 탄생했다.
- 2006년 2월 20일 - 미즈사와 시는 에사시 시, 이사와 정, 마에사와 정, 고로모가와 촌과 합병해 오슈 시가 되었다.

## 교통

### 철도
- 동일본 여객철도
  - 도호쿠 신칸센
  - 도호쿠 본선

### 도로
- 도호쿠 자동차도
- 국도 4호선
- 국도 343호선
- 국도 397호선